# 奧蘭治-拿騷的瑪貝爾王妃
奧倫治-拿索的玛贝尔王妃（英語：Princess Mabel of Orange-Nassau；1968年8月11日—）是荷兰約安-弗里索王子之妻。她亦是一名知名的人權活動家并在马拉拉基金会、開放社會基金會等非營利組織担任顾问。
1993年，她以最優等榮譽毕业于阿姆斯特丹大学，主修经济学和政治学。